# Bazuka!

Bazuka! es el primer álbum de la banda peruana Los Fuckin Sombreros. Fue lanzado en febrero del 2003 por Mundano Records. Contó con la producción del músico argentino Mariano Martínez.

## Canciones
1. Bazuka!
2. Vakera
3. Sorprendido
4. Sin Sentido
5. El Perseguidor
6. Tan Lejos
7. No puedo Respirar
8. Dulce TV
9. Barbacoa Punk
10. Día de Sol
11. Fade Dunaway
12. Amnesia

- Datos: Q5723818